# Хомичи (Липовский сельсовет)
Хомичи (бел. Хамічы) — деревня в Калинковичском районе Гомельской области Беларуси. В составе Липовского сельсовета.
Поблизости есть небольшое месторождение железняка.

## География

### Расположение
В 40 км на север от Калинкович, 15 км от железнодорожной станции Холодники (на линии Жлобин — Калинковичи), 120 км от Гомеля.

### Гидрография
На юге мелиоративный канал.

## Транспортная сеть
Транспортные связи по просёлочной, затем Планировка состоит из прямолинейной улицы, ориентированной с юго-запада на северо-восток и застроенной двусторонне, плотно, деревянными крестьянскими усадьбами. автомобильной дороге Калинковичи — Бобруйск.

## История
По письменным источникам известна с XVII века как деревня в Мозырском повете Минского воеводства Великого княжества Литовского. В 1-й трети XVII века в составе поместья Липов, владение Горватов, 5 служб, 30 валок земли. После 2-го раздела Речи Посполитой (1793 год) в составе Российской империи. В 1879 году обозначена как селение в Липовском церковном приходе. В 1885 году работала церковь. Согласно переписи 1897 года в Карповичской волости Речицкого уезда Минской губернии, действовал хлебозапасный магазин. В 1914 году открыта земская школа, которая разместилась в наёмном крестьянском доме.
С 20 августа 1924 года до 21 августа 1925 года центр Хомичского сельсовета Калинковичского района Мозырского округа . В 1930 году организован колхоз, работали кузница и начальная школа (в 1935 году 108 учеников). Во время Великой Отечественной войны действовала подпольная группа (руководитель С. П. Алисейчик, погиб). В январе 1944 года оккупанты сожгли 8 дворов, убили 7 жителей. В боях за деревню и окрестности погибли 167 советских солдат (похоронены в братской могиле на западной окраине). 78 жителей погибли на фронте. Часто деревню называют Хомичи Липовские. В составе экспериментальной базы «Липово» (центр — деревня Липов), располагались отделение связи, библиотека, фельдшерско-акушерский пункт.

## Население

### Численность
- 2004 год — 127 хозяйств, 305 жителей.

### Динамика
- 1795 год — 12 дворов.
- 1885 год — 21 двор, 190 жителей.
- 1897 год — 25 дворов, 221 житель (согласно переписи).
- 1908 год — 48 дворов, 274 жителя.
- 1925 год — 66 дворов.
- 1940 год — 96 дворов, 435 жителей.
- 1959 год — 532 жителя (согласно переписи).
- 2004 год — 127 хозяйств, 305 жителей.